# Kálium-nonahidridorenát
A kálium-nonahidridorenát(VII) szervetlen vegyület, képlete K2ReH9. E színtelen vegyület vízoldékony, a legtöbb alkohol csak kevéssé oldja. A ReH2−9 anion a kevés csak hidridligandumot tartalmazó komplex egyike.

## Történet
A rénium-hidridek kutatása az 1950-es években kezdődött, amikor a feltételezett „renid” aniont (Re−) tanulmányozták. A. P. Ginsberg és társai kutatták a perrenátok redukciójának termékeit.
A renidion (Re−) feltételezések szerint a perrenátok, például a kálium-perrenát (KReO4) káliummal történő redukciójának terméke volt. A „kálium-renidről” kimutatták, hogy tetrahidrátként létezett KRe·4H2O képlettel. E vegyület erősen redukáló, és lassan hidrogént képez vízben oldva. Lítium- és tallium(I)-sókról is beszámoltak. Később viszont kimutatták, hogy a „renidion” valójában hidridorenát-komplex. A „kálium-renidről” kimutatták, hogy valójában a nonahidridorenát (K2ReH9), a ReH2−9 anionnal, ahol a rénium oxidációs száma valójában +7. A perrenátok más redukciós módszerei más hidridkomplexeket tartalmazó vegyületeket eredményez, például ReH3(OH)3(H2O)−-t.

## Szerkezet, szintézis, tulajdonságok

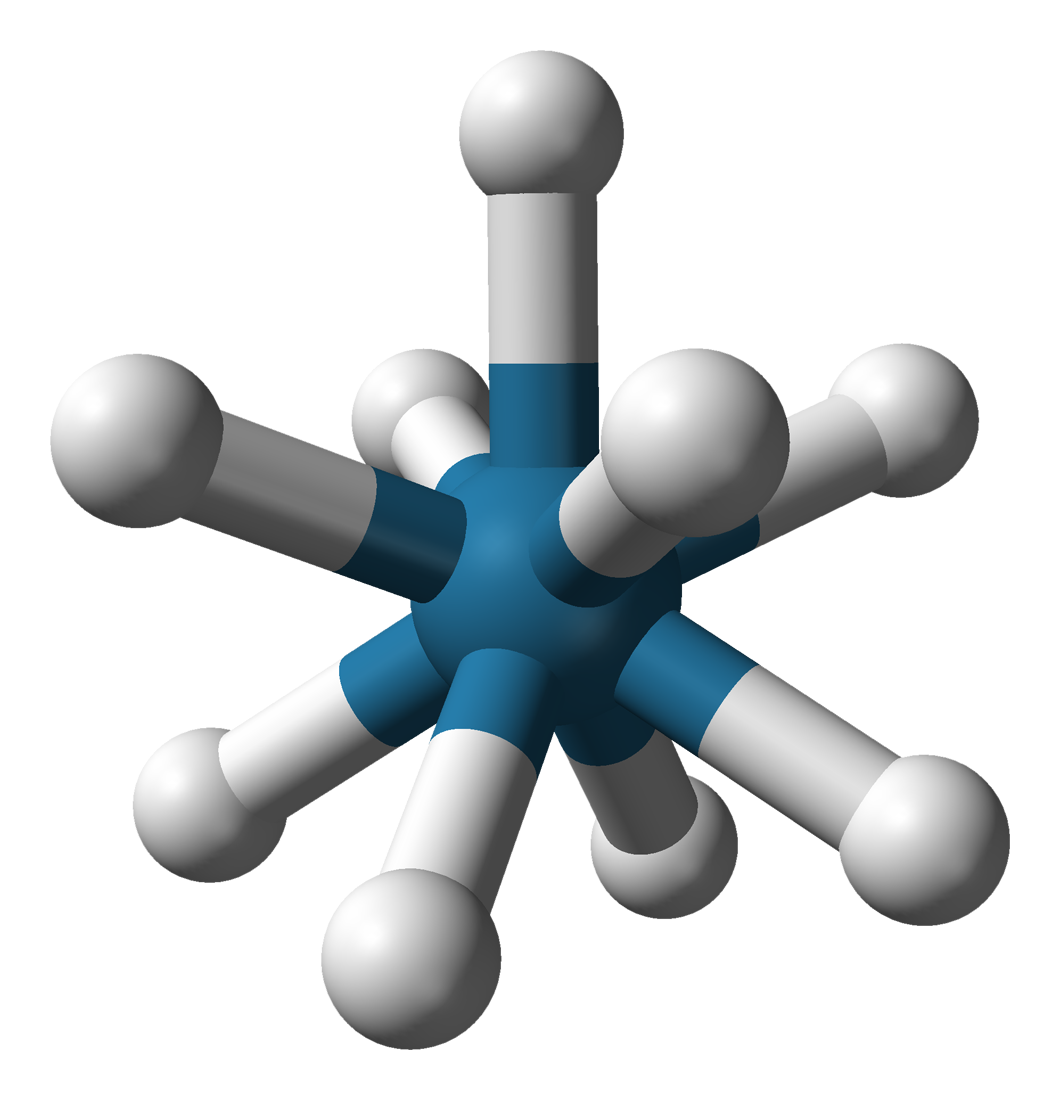
A ReH_{9}^{2−} ion szerkezete: tricapped háromszög alapú hasáb.

A ReH2−9 különleges kilences koordinációs számú komplex, melyet a hidridligandum kis mérete és a központi rénium nagy pozitív töltöttsége tesz lehetővé. Szerkezete neutron-krisztallográfiai alapon háromszor csúcsozott háromszög alapú hasáb. A diamágneses nátriumvegyület a technéciumanalóghoz hasonlóan etanolos nátrium-perrenát- (NaReO4) oldat nátriummal való kezelésével állítható elő. Kationcserével ez átalakítható a megfelelő tetraetilammónium-vegyületté ((N(C2H5)4)2ReH9)
A TcH2−9 ionhoz hasonlóan a ReH2−9 egy háromszög alapú hasábból áll, közepén a Re-atommal, csúcsain a hat hidrogénatommal. További három hidrogénligandum az alappal párhuzamos háromszöget határoz meg, és a hasáb közepén vannak. Bár e hidridligandumok nem ekvivalensek, elektronszerkezetük majdnem hasonlít. A 9-es koordinációs szám a komplexben a réniumkomplexek közt a legmagasabb ismert.
2022-es DFT-számítások szerint az ion gázfázisban és oldatban a D3h⇌C4v⇌D3h útvonal mentén alakul át, melyet eredetileg Muetterties javasolt, csúcsozott négyzetes antiprizma alakú átmeneti állapottal, ahol az energiagát nagyon alacsony. A K2ReH9-ban a ReH2−9 ionban végbemenő mozgások például:
- egy körtáncszerű mechanizmus (Matisse Tánc (II) című festményéhez hasonló) és
- egy háromkarú forgókapuhoz hasonló forgás.[13]

## Fordítás
Ez a szócikk részben vagy egészben  a   Potassium nonahydridorhenate című angol Wikipédia-szócikk ezen változatának fordításán alapul.  Az eredeti cikk szerkesztőit annak laptörténete sorolja fel. Ez a jelzés csupán a megfogalmazás eredetét és a szerzői jogokat jelzi, nem szolgál a cikkben szereplő információk forrásmegjelöléseként.